# Eilema suffusa
Eilema suffusa là một loài bướm đêm thuộc phân họ Arctiinae, họ Erebidae.